# Arisaema
Arisaema is een geslacht uit de aronskelkfamilie (Araceae). De soorten komen voor in de centrale en oostelijke delen van Canada en de Verenigde Staten, in Mexico, in de tropische delen van centraal en oostelijk Afrika, op het Arabisch schiereiland, Zuid-Azië, zuidelijk Centraal-Azië, Zuidoost-Azië, Oost-Azië en het meest zuidoostelijke deel van Noord-Azië.

## Soorten
- Arisaema abei Seriz.
- Arisaema aequinoctiale Nakai & F.Maek.
- Arisaema agasthyanum Sivad. & C.S.Kumar
- Arisaema album N.E.Br.
- Arisaema amurense Maxim.
- Arisaema anatinum Brugg.
- Arisaema angustatum Franch. & Sav.
- Arisaema anomalum Hemsl.
- Arisaema aprile J.Murata
- Arisaema aridum H.Li
- Arisaema asperatum N.E.Br.
- Arisaema auriculatum Buchet
- Arisaema austroyunnanense H.Li
- Arisaema averyanovii V.D.Nguyen & P.C.Boyce
- Arisaema balansae Engl.
- Arisaema bannaense H.Li
- Arisaema barbatum Buchet
- Arisaema barnesii C.E.C.Fisch.
- Arisaema bathycoleum Hand.-Mazz.
- Arisaema bockii Engl.
- Arisaema bogneri P.C.Boyce & H.Li
- Arisaema bonatianum Engl.
- Arisaema bottae Schott
- Arisaema brinchangense Y.W.Low, Scherber. & Gusman
- Arisaema brucei H.Li, R.Li & J.Murata
- Arisaema burmaense P.C.Boyce & H.Li
- Arisaema calcareum H.Li
- Arisaema candidissimum W.W.Sm.
- Arisaema caudatum Engl.
- Arisaema chauvanminhii Luu, Q.D.Nguyen & N.L.Vu
- Arisaema chumponense Gagnep.
- Arisaema ciliatum H.Li
- Arisaema clavatum Buchet
- Arisaema claviforme Brugg., J.Ponert, Rybková & Vuong
- Arisaema concinnum Schott
- Arisaema condaoense V.D.Nguyen
- Arisaema consanguineum Schott
- Arisaema constrictum E.Barnes
- Arisaema cordatum N.E.Br.
- Arisaema costatum (Wall.) Mart.
- Arisaema cucullatum M.Hotta
- Arisaema dahaiense H.Li
- Arisaema decipiens Schott
- Arisaema dracontium (L.) Schott
- Arisaema echinatum (Wall.) Schott
- Arisaema echinoides H.Li
- Arisaema ehimense J.Murata & J.Ohno
- Arisaema elephas Buchet
- Arisaema enneaphyllum Hochst. ex A.Rich.
- Arisaema erubescens (Wall.) Schott
- Arisaema exappendiculatum H.Hara
- Arisaema fargesii Buchet
- Arisaema filiforme (Reinw.) Blume
- Arisaema fimbriatum Mast.
- Arisaema flavum (Forssk.) Schott
- Arisaema formosanum (Hayata) Hayata
- Arisaema franchetianum Engl.
- Arisaema fraternum Schott
- Arisaema galeatum N.E.Br.
- Arisaema garrettii Gagnep.
- Arisaema ghaticum (Sardesai, S.P.Gaikwad & S.R.Yadav) Punekar & Kumaran
- Arisaema grapsospadix Hayata
- Arisaema griffithii Schott
- Arisaema guangxiense G.W.Hu & H.Li
- Arisaema hainanense C.Y.Wu ex H.Li, Y.Shiao & S.L.Tseng
- Arisaema handelii Stapf ex Hand.-Mazz.
- Arisaema heterocephalum Koidz.
- Arisaema heterophyllum Blume
- Arisaema honbaense Luu, Tich, G.Tran & V.D.Nguyen
- Arisaema hunanense Hand.-Mazz.
- Arisaema ilanense J.C.Wang
- Arisaema inaense (Seriz.) Seriz. ex K.Sasam. & J.Murata
- Arisaema inclusum (N.E.Br.) N.E.Br. ex B.D.Jacks.
- Arisaema intermedium Blume
- Arisaema ishizuchiense Murata
- Arisaema iyoanum Makino
- Arisaema jacquemontii Blume
- Arisaema japonicum Blume
- Arisaema jethompsonii Thiyagaraj & P.Daniel
- Arisaema jingdongense H.Peng & H.Li
- Arisaema kawashimae Seriz.
- Arisaema kerrii Craib
- Arisaema kishidae Makino ex Nakai
- Arisaema kiushianum Makino
- Arisaema kuratae Seriz.
- Arisaema lackneri Engl.
- Arisaema laminatum Blume
- Arisaema langbiangense Luu, Nguyen-Phi & H.T.Van
- Arisaema leschenaultii Blume
- Arisaema lichiangense W.W.Sm.
- Arisaema lidaense J.Murata & S.K.Wu
- Arisaema lihengianum J.Murata & S.K.Wu
- Arisaema limbatum Nakai & F.Maek.
- Arisaema lingyunense H.Li
- Arisaema lobatum Engl.
- Arisaema longipedunculatum M.Hotta
- Arisaema longitubum Z.X.Ma
- Arisaema lushuiense G.W.Hu & H.Li
- Arisaema macrospathum Benth.
- Arisaema madhuanum Nampy & Manudev
- Arisaema maekawae J.Murata & S.Kakish.
- Arisaema mairei H.Lév.
- Arisaema maximowiczii (Engl.) Nakai
- Arisaema maxwellii Hett. & Gusman
- Arisaema mayebarae Nakai
- Arisaema meleagris Buchet
- Arisaema menglaense Y.H.Ji, H.Li & Z.F.Xu
- Arisaema microspadix Engl.
- Arisaema mildbraedii Engl.
- Arisaema minamitanii Seriz.
- Arisaema minus (Seriz.) J.Murata
- Arisaema monophyllum Nakai
- Arisaema mooneyanum M.G.Gilbert & Mayo
- Arisaema muratae Gusman & J.T.Yin
- Arisaema muricaudatum Sivad.
- Arisaema murrayi (J.Graham) Hook.
- Arisaema nagiense Tom.Kobay., K.Sasam. & J.Murata
- Arisaema nambae Kitam.
- Arisaema negishii Makino
- Arisaema nepenthoides (Wall.) Mart.
- Arisaema nikoense Nakai
- Arisaema nilamburense Sivad.
- Arisaema nonghinense Klinrat. & Yannawat
- Arisaema odoratum J.Murata & S.K.Wu
- Arisaema ogatae Koidz.
- Arisaema omkoiense Gusman
- Arisaema ornatum Miq.
- Arisaema ovale Nakai
- Arisaema pachystachyum Hett. & Gusman
- Arisaema pallidum Engl.
- Arisaema pangii H.Li
- Arisaema parisifolium J.Murata
- Arisaema parvum N.E.Br. ex Hemsl.
- Arisaema pattaniense Gagnep.
- Arisaema peerumedense J.Mathew
- Arisaema penicillatum N.E.Br.
- Arisaema petelotii K.Krause
- Arisaema petiolulatum Hook.f.
- Arisaema pianmaense H.Li
- Arisaema pierreanum Engl.
- Arisaema pingbianense H.Li
- Arisaema polyphyllum (Blanco) Merr.
- Arisaema prazeri Hook.f.
- Arisaema propinquum Schott
- Arisaema psittacus E.Barnes
- Arisaema quinatum (Nutt.) Schott
- Arisaema ramulosum Alderw.
- Arisaema ringens (Thunb.) Schott
- Arisaema rostratum V.D.Nguyen & P.C.Boyce
- Arisaema roxburghii Kunth
- Arisaema rubrirhizomatum H.Li & J.Murata
- Arisaema ruwenzoricum N.E.Br.
- Arisaema sachalinense (Miyabe & Kudô) J.Murata
- Arisaema saddlepeakense P.S.N.Rao & S.K.Srivast.
- Arisaema sarracenioides E.Barnes & C.E.C.Fisch.
- Arisaema saxatile Buchet
- Arisaema sazensoo (Blume) Makino
- Arisaema schimperianum Schott
- Arisaema scortechinii Hook.f.
- Arisaema seppikoense Kitam.
- Arisaema serratum (Thunb.) Schott
- Arisaema setosum A.S.Rao & D.M.Verma
- Arisaema siamicum Gagnep.
- Arisaema sikokianum Franch. & Sav.
- Arisaema silvestrii Pamp.
- Arisaema sinii K.Krause
- Arisaema sizemoreae Hett. & Gusman
- Arisaema smitinandii S.Y.Hu
- Arisaema somalense M.G.Gilbert & Mayo
- Arisaema souliei Buchet
- Arisaema speciosum (Wall.) Mart.
- Arisaema sukotaiense Gagnep.
- Arisaema taiwanense J.Murata
- Arisaema tashiroi Kitam.
- Arisaema tengtsungense H.Li
- Arisaema ternatipartitum Makino
- Arisaema thunbergii Blume
- Arisaema tortuosum (Wall.) Schott
- Arisaema tosaense Makino
- Arisaema translucens C.E.C.Fisch.
- Arisaema triphyllum (L.) Schott
- Arisaema tuberculatum C.E.C.Fisch.
- Arisaema ulugurense M.G.Gilbert & Mayo
- Arisaema umbrinum Ridl.
- Arisaema undulatifolium Nakai
- Arisaema utile Hook.f. ex Schott
- Arisaema vexillatum H.Hara & H.Ohashi
- Arisaema victoriae V.D.Nguyen
- Arisaema wangmoense M.T.An, H.H.Zhang & Q.Lin
- Arisaema wardii C.Marquand & Airy Shaw
- Arisaema wattii Hook.f.
- Arisaema wilsonii Engl.
- Arisaema wrayi Hemsl.
- Arisaema xuanweiense H.Li
- Arisaema yamatense (Nakai) Nakai
- Arisaema yunnanense Buchet
- Arisaema zhui H.Li

... · 
Aglaonema · 
Alocasia · 
Amorphophallus · 
Anthurium · 
Arum (Aronskelk) · 
Caladium · 
Calla · 
Culcasia · 
Dieffenbachia · 
Dracunculus · 
Epipremnum · 
Gymnostachys · 
Helicodiceros · 
Lemna (Eendenkroos) · 
Monstera · 
Philodendron · 
Pistia · 
Scindapsus · 
Spathiphyllum (Lepelplant) · 
Spirodela · 
Wolffia · 
...